# Обернене число

Самообернена функція: y = 1/x. Для кожного x окрім 0, y показує його обернене число

Обернене число для x, позначається 1/x або x−1, це число, добуток якого з x породжує одиницю. Оберненим дробу a/b буде b/a. Для отримання оберненого для дійсного числа треба розділити 1 на число. Наприклад, обернене для 5 є 1/5, а для 0.25 це 1 розділений на 0.25, або 4. Функція f(x), яка відображає x в 1/x, це один з найпростіших прикладів самооберненої функції.

## Комплексні числа
Обернене до ненульового комплексного числа z = a + bi також комплексне. Його можна знайти помноживши чисельник і знаменник 1/z на спряжене до нього {\displaystyle {\bar {z}}=a-bi} і використавши таку властивість {\displaystyle z{\bar {z}}=\|z\|^{2}}, модуль z в квадраді, це дійсне число a2 + b2:
{\displaystyle {\frac {1}{z}}={\frac {\bar {z}}{z{\bar {z}}}}={\frac {\bar {z}}{\|z\|^{2}}}={\frac {a-bi}{a^{2}+b^{2}}}={\frac {a}{a^{2}+b^{2}}}-{\frac {b}{a^{2}+b^{2}}}i.}
Логіка така
{\displaystyle {\frac {\bar {z}}{\|z\|}}}
дає нам спряжене з величиною зменшеною до {\displaystyle 1}, отже дальше ділення на {\displaystyle \|z\|} гарантує, що величина тепер рівна оберненій величині початкового числа, тому:
{\displaystyle {\frac {1}{z}}={\frac {\bar {z}}{\|z\|^{2}}}}
Зокрема, якщо ||z||=1 (z має одиничну величину), then {\displaystyle 1/z={\bar {z}}}. Як наслідок, для уявних одиниць, ±i, протилежні рівні оберненим і це єдині комплексні числа з такою властивістю. Наприклад, протилежне і обернене до i це −(i) = −i і 1/i = −i, відповідно.
Для комплексних чисел у полярній формі z = r(cos φ + i sin φ), обернене просто має оберенену величину і від'ємний кут:
{\displaystyle {\frac {1}{z}}={\frac {1}{r}}\left(\cos(-\varphi )+i\sin(-\varphi )\right).}

## Практичне застосування
Обернені числа мають безліч застосувань у алгоритмах інформатики, особливо тих, що стосуються теорії чисел, бо багато подібних алгоритмів значно покладаються на модульну арифметику. Як простий приклад розглянемо задачу ділення порівну, де ви маєте список непарних чисел таких, що діляться на k кожне розміром у машинне слово. Один з підходів такий:
1. Використати розширений алгоритм Евкліда для обчислення k−1, обернене k mod 2w, де w є числом бітів у слові. Таке число існуватиме, бо числа непарні, а модуль не має непарних дільників.
2. Для кожного числа в списку, помножити його на k−1 і взяти менше значиме слово результату.

На багатьох, особливо на тих, що не мають підтримки для ділення на рівні заліза, ділення повільніше від множення, отже такий підхід може спричинити значне покращення швидкодії. Перший крок порівняно повільний, але його потрібно виконати лише один раз.